# 8e étape du Tour d'Italie 2004
Pour un article plus général, voir Tour d'Italie 2004.
La 8e étape du Tour d'Italie 2004 a eu lieu le 16 mai 2004 entre la ville de Giffoni Valle Piana et celle de Policoro sur une distance de 214 km. Elle a été remportée au sprint par l'Alessandro Petacchi (Fassa Bortolo) devant le Lithuanien Tomas Vaitkus (Landbouwkrediet-Colnago) et l'Allemand Olaf Pollack (Gerolsteiner). Damiano Cunego (Saeco) conserve le maillot rose de leader à l'issue de l'étape du jour.

## Classement de l'étape
| \| Classement de l'étape \| Classement de l'étape \| Classement de l'étape \| Classement de l'étape \| Classement de l'étape \| \| Coureur \| Coureur \| Pays \| Équipe \| Temps \| \| --------------------- \| --------------------- \| --------------------- \| ---------------------------------- \| --------------------- \| \| 1er \| Alessandro Petacchi \| Italie \| Fassa Bortolo \| 4 h 52 min 49 s \| \| 2e \| Tomas Vaitkus \| Lituanie \| Landbouwkrediet-Colnago \| + 0 s \| \| 3e \| Olaf Pollack \| Allemagne \| Gerolsteiner \| + 0 s \| \| 4e \| Marco Zanotti \| Italie \| Vini Caldirola-Nobili Rubinetterie \| + 0 s \| \| 5e \| Ján Svorada \| Tchéquie \| Lampre \| + 0 s \| \| 6e \| Aliaksandr Usau \| Biélorussie \| Phonak Hearing Systems \| + 0 s \| \| 7e \| Zoran Klemenčič \| Slovénie \| Tenax \| + 0 s \| \| 8e \| Alejandro Borrajo \| Argentine \| Ceramica Panaria-Margres \| + 0 s \| \| 9e \| Alberto Loddo \| Italie \| Saunier Duval-Prodir \| + 0 s \| \| 10e \| Robert Förster \| Allemagne \| Gerolsteiner \| + 0 s \| |                     |             |                                    |                 |
| |                     |             |                                    |                 |
| |                     |             |                                    |                 |
| Classement de l'étape |                     |             |                                    |                 |
| Coureur | Coureur             | Pays        | Équipe                             | Temps           |
| 1er | Alessandro Petacchi | Italie      | Fassa Bortolo                      | 4 h 52 min 49 s |
| 2e | Tomas Vaitkus       | Lituanie    | Landbouwkrediet-Colnago            | + 0 s           |
| 3e | Olaf Pollack        | Allemagne   | Gerolsteiner                       | + 0 s           |
| 4e | Marco Zanotti       | Italie      | Vini Caldirola-Nobili Rubinetterie | + 0 s           |
| 5e | Ján Svorada         | Tchéquie    | Lampre                             | + 0 s           |
| 6e | Aliaksandr Usau     | Biélorussie | Phonak Hearing Systems             | + 0 s           |
| 7e | Zoran Klemenčič     | Slovénie    | Tenax                              | + 0 s           |
| 8e | Alejandro Borrajo   | Argentine   | Ceramica Panaria-Margres           | + 0 s           |
| 9e | Alberto Loddo       | Italie      | Saunier Duval-Prodir               | + 0 s           |
| 10e | Robert Förster      | Allemagne   | Gerolsteiner                       | + 0 s           |

## Classement général
L'étape s'étant terminé au sprint, pas de changement au classement général de l'épreuve. L'Italien Damiano Cunego (Saeco) porte toujours le maillot rose de leader. Il devance son coéquipier et compatriote Gilberto Simoni de dix secondes et Franco Pellizotti (Alessio-Bianchi) de vingt-huit secondes.
| \| Classement général \| Classement général \| Classement général \| Classement général \| Classement général \| \| Coureur \| Coureur \| Pays \| Équipe \| Temps \| \| ------------------ \| ------------------ \| ------------------ \| ---------------------------------- \| ------------------ \| \| 1er \| Damiano Cunego \| Italie \| Saeco \| 37 h 54 min 37 s \| \| 2e \| Gilberto Simoni \| Italie \| Saeco \| + 10 s \| \| 3e \| Franco Pellizotti \| Italie \| Alessio-Bianchi \| + 28 s \| \| 4e \| Yaroslav Popovych \| Ukraine \| Landbouwkrediet-Colnago \| + 31 s \| \| 5e \| Giuliano Figueras \| Italie \| Ceramica Panaria-Margres \| + 52 s \| \| 6e \| Serhiy Honchar \| Ukraine \| De Nardi-Piemme Telekom \| + 1 min 08 s \| \| 7e \| Dario Cioni \| Italie \| Fassa Bortolo \| + 1 min 10 s \| \| 8e \| Stefano Garzelli \| Italie \| Vini Caldirola-Nobili Rubinetterie \| + 1 min 15 s \| \| 9e \| Andrea Noè \| Italie \| Alessio-Bianchi \| + 1 min 17 s \| \| 10e \| Eddy Mazzoleni \| Italie \| Saeco \| + 1 min 29 s \| |                   |         |                                    |                  |
| |                   |         |                                    |                  |
| |                   |         |                                    |                  |
| Classement général |                   |         |                                    |                  |
| Coureur | Coureur           | Pays    | Équipe                             | Temps            |
| 1er | Damiano Cunego    | Italie  | Saeco                              | 37 h 54 min 37 s |
| 2e | Gilberto Simoni   | Italie  | Saeco                              | + 10 s           |
| 3e | Franco Pellizotti | Italie  | Alessio-Bianchi                    | + 28 s           |
| 4e | Yaroslav Popovych | Ukraine | Landbouwkrediet-Colnago            | + 31 s           |
| 5e | Giuliano Figueras | Italie  | Ceramica Panaria-Margres           | + 52 s           |
| 6e | Serhiy Honchar    | Ukraine | De Nardi-Piemme Telekom            | + 1 min 08 s     |
| 7e | Dario Cioni       | Italie  | Fassa Bortolo                      | + 1 min 10 s     |
| 8e | Stefano Garzelli  | Italie  | Vini Caldirola-Nobili Rubinetterie | + 1 min 15 s     |
| 9e | Andrea Noè        | Italie  | Alessio-Bianchi                    | + 1 min 17 s     |
| 10e | Eddy Mazzoleni    | Italie  | Saeco                              | + 1 min 29 s     |

## Classements annexes
| Classement par points | Classement par points | Classement par points | Classement par points              | Classement par points |
| Coureur               | Coureur               | Pays                  | Équipe                             | Points                |
| --------------------- | --------------------- | --------------------- | ---------------------------------- | --------------------- |
| 1er                   | Alessandro Petacchi   | Italie                | Fassa Bortolo                      | 105 pts               |
| 2e                    | Olaf Pollack          | Allemagne             | Gerolsteiner                       | 78 pts                |
| 3e                    | Damiano Cunego        | Italie                | Saeco                              | 70 pts                |
| 4e                    | Robbie McEwen         | Australie             | Lotto-Domo                         | 66 pts                |
| 5e                    | Marco Zanotti         | Italie                | Vini Caldirola-Nobili Rubinetterie | 56 pts                |

| Classement par points | Classement par points | Classement par points | Classement par points              | Classement par points |
| Coureur               | Coureur               | Pays                  | Équipe                             | Points                |
| --------------------- | --------------------- | --------------------- | ---------------------------------- | --------------------- |
| 1er                   | Alessandro Petacchi   | Italie                | Fassa Bortolo                      | 105 pts               |
| 2e                    | Olaf Pollack          | Allemagne             | Gerolsteiner                       | 78 pts                |
| 3e                    | Damiano Cunego        | Italie                | Saeco                              | 70 pts                |
| 4e                    | Robbie McEwen         | Australie             | Lotto-Domo                         | 66 pts                |
| 5e                    | Marco Zanotti         | Italie                | Vini Caldirola-Nobili Rubinetterie | 56 pts                |

| Classement de la montagne | Classement de la montagne | Classement de la montagne | Classement de la montagne | Classement de la montagne |
| Coureur                   | Coureur                   | Pays                      | Équipe                    | Points                    |
| ------------------------- | ------------------------- | ------------------------- | ------------------------- | ------------------------- |
| 1er                       | Damiano Cunego            | Italie                    | Saeco                     | 28 pts                    |
| 2e                        | Fabian Wegmann            | Allemagne                 | Gerolsteiner              | 17 pts                    |
| 3e                        | Gilberto Simoni           | Italie                    | Saeco                     | 16 pts                    |
| 4e                        | Alexandre Moos            | Suisse                    | Phonak Hearing Systems    | 14 pts                    |
| 5e                        | Franco Pellizotti         | Italie                    | Alessio-Bianchi           | 12 pts                    |

| Classement de la montagne | Classement de la montagne | Classement de la montagne | Classement de la montagne | Classement de la montagne |
| Coureur                   | Coureur                   | Pays                      | Équipe                    | Points                    |
| ------------------------- | ------------------------- | ------------------------- | ------------------------- | ------------------------- |
| 1er                       | Damiano Cunego            | Italie                    | Saeco                     | 28 pts                    |
| 2e                        | Fabian Wegmann            | Allemagne                 | Gerolsteiner              | 17 pts                    |
| 3e                        | Gilberto Simoni           | Italie                    | Saeco                     | 16 pts                    |
| 4e                        | Alexandre Moos            | Suisse                    | Phonak Hearing Systems    | 14 pts                    |
| 5e                        | Franco Pellizotti         | Italie                    | Alessio-Bianchi           | 12 pts                    |

| Classement Intergiro | Classement Intergiro | Classement Intergiro | Classement Intergiro         | Classement Intergiro |
|                      | Coureur              | Pays                 | Équipe                       | Temps                |
| -------------------- | -------------------- | -------------------- | ---------------------------- | -------------------- |
| 1er                  | Massimo Strazzer     | Italie               | Saunier Duval-Prodir         | en 23 h 0 min 1 s    |
| 2e                   | Marlon Pérez         | Colombie             | Colombia-Selle Italia        | + 6 s                |
| 3e                   | Crescenzo D'Amore    | Italie               | Acqua & Sapone-Caffè Mokambo | + 10 s               |
| 4e                   | Mariano Piccoli      | Italie               | Lampre                       | + 14 s               |
| 5e                   | Aart Vierhouten      | Pays-Bas             | Lotto-Domo                   | + 18 s               |
| modifier             |                      |                      |                              |                      |

| Classement par équipes | Classement par équipes   | Classement par équipes | Classement par équipes |
| Équipe                 | Équipe                   | Pays                   | Temps                  |
| ---------------------- | ------------------------ | ---------------------- | ---------------------- |
| 1re                    | Saeco                    | Italie                 | 113 h 19 min 03 s      |
| 2e                     | Alessio-Bianchi          | Italie                 | + 1 min 51 s           |
| 3e                     | Lampre                   | Italie                 | + 5 min 04 s           |
| 4e                     | Ceramica Panaria-Margres | Italie                 | + 6 min 24 s           |
| 5e                     | Saunier Duval-Prodir     | Espagne                | + 8 min 01 s           |

| Classement par équipes | Classement par équipes   | Classement par équipes | Classement par équipes |
| Équipe                 | Équipe                   | Pays                   | Temps                  |
| ---------------------- | ------------------------ | ---------------------- | ---------------------- |
| 1re                    | Saeco                    | Italie                 | 113 h 19 min 03 s      |
| 2e                     | Alessio-Bianchi          | Italie                 | + 1 min 51 s           |
| 3e                     | Lampre                   | Italie                 | + 5 min 04 s           |
| 4e                     | Ceramica Panaria-Margres | Italie                 | + 6 min 24 s           |
| 5e                     | Saunier Duval-Prodir     | Espagne                | + 8 min 01 s           |